# No Point in Wasting Tears
No Point in Wasting Tears è l'album di debutto di Ironik, pubblicato il 29 settembre 2008 e in riedizione l'11 maggio 2009.

## Tracce
1. "Stay with Me (Everybody's Free)" - 3:39
2. "I Wanna Be Your Man" (Prodotto da Agent X) - 2:57
3. "Amazing" - 3:04
4. "Tiny Dancer (Hold Me Closer)" (Featuring Chipmunk e Elton John) - 3:11
5. "Broken" (Ironik Presents Digga) - 3:58
6. "Tracy" - 3:08
7. "So Nice" (Featuring Baby Sol) - 3:09
8. "I'm Leaving" (Featuring Ny) - 2:51
9. "5 Hours" - 2:04
10. "Would You Like That" (Featuring Bless Beats & Ddb) 3:02
11. "I Love You" (Featuring Digga) - 3:36
12. "Sometimes It Snows in April" (Ironik Presents Iain James & Ny) - 5:23
13. "Save a Little Love" (Featuring Digga, scritto da Edwin "Lil Eddie" Serrano) - 3:41
14. "Mum" (Featuring Young Nate) - 3:32
15. "Imagine" (Featuring Gaby) - 4:02
16. "Foot Patrol" (Ironik Presents Daniel De Bourg) 4:36

(Bonus Tracks)
1. "I Wanna Be Your Man" (Ironik Vs Bless Beats Featuring Tinchy Stryder, Ghetto & Ddb) - 4:01
2. "Stay With Me" (Featuring Wiley & Chipmunk) 3:09